# Чикън Литъл
„Чикън Литъл“ (на английски: Chicken Little) е американски компютърно-анимационен филм от 2005 г. под режисурата на Марк Диндал. Филмът е с участието на: Стийв Зан, Гари Маршал, Джоан Кюсак, Катрин О'Хара, Хари Шиърър, Зак Браф и др. Филмът излиза на екран от 4 септември 2005 г.

## Синхронен дублаж

### Гласове
| Роля                              | Изпълнител        |
| --------------------------------- | ----------------- |
| Чикен Литъл                       | Кирил Бояджиев    |
| Бък Клък                          | Иван Петрушинов   |
| Кметът Пуяк Суяк                  | Кристиян Фоков    |
| Г-н Вълненчул                     | Стефан Димитриев  |
| Фокси Локси                       | Ралица Ковачева   |
| Рант от Прасило                   | Георги Манев      |
| Аби Малард                        | Василка Сугарева  |
| Директор Фечит                    | Станислав Пищалов |
| Куче-коментатор                   | Христо Мутафчиев  |
| Мелвин — извънземен татко         | Николай Урумов    |
| Тина — извънземна майка           | Даниела Горанова  |
| Извънземен полицай                | Кристиян Фоков    |
| Шампион — Холивудския Чикън Литъл | Мариан Маринов    |

### Други гласове
| Светлана Смолева  |
| Анатоли Божинов   |
| Илиян Пенев       |
| Георги Иванов     |
| Димитър Иванчев   |
| Десислава Недева  |
| Марта Божинова    |
| Кристиян Илиев    |
| Бранимир Младинов |
| Поликсена Костова |
| Георги Гатев      |

### Беквокали
| Росен Стоичин   |
| Калин Жечев     |
| Йордан Владев   |
| Любомир Ангелов |

### Песни
| Роля                                  | Изпълнител   |
| ------------------------------------- | ------------ |
| Смес от безпорядък и от мъничко назад | Марин Йончев |
| Само ти                               | Марин Йончев |

### Българска версия
| Обработка                       | Доли Медия Студио                     |
| ------------------------------- | ------------------------------------- |
| Режисьор на дублажа             | Таня Димитрова                        |
| Превод                          | Милена Сотирова                       |
| Адаптация                       | Венета Янкова                         |
| Музикален режисьор              | Таня Никлева                          |
| Превод на песните               | Валерия Крачунова                     |
| Звукорежисьори                  | Валерия Крачунова Цветелина Цветкова  |
| Криейтив супервайзор            | Венета Янкова                         |
| Продуцент на българската версия | Disney Character Voices International |